# Ķekava (novads)

Ķekava est un novads de Lettonie, situé dans la région de Vidzeme. En 2015, sa population est de 22 788 habitants. Cette unité administrative réunit la ville de Baloži et les pagasts de Daugmale et Ķekava, avec le chef-lieu dans la ville de Ķekava.